# Euphorbia lottiae
Euphorbia lottiae es una especie de fanerógama perteneciente a la familia de las euforbiáceas.  Es originaria de México donde se descubrió en Michoacán en el Municipio de Arteaga.

## Taxonomía
Euphorbia lottiae fue descrita por  Victor W. Steinmann y publicado en Contributions from the University of Michigan Herbarium 24: 179–181, f. 3. 2005.
Etimología
Euphorbia: nombre genérico que deriva del médico griego del rey Juba II de Mauritania (52 a 50 a. C. - 23), Euphorbus, en su honor – o en alusión a su gran vientre –  ya que usaba médicamente Euphorbia resinifera. En 1753 Carlos Linneo asignó el nombre a todo el género.
lottiae: epíteto otorgado en honor de la botánica estadounidense Emily Jane Lott (1947 - ), del Herbario Nacional de México quien descubrió la planta.